# Solomon Apt
Solomon Konstantinovici Apt (în rusă Соломон Константинович Апт, n. 9 septembrie 1921, Harkov, gubernia Harkov⁠(d), RSS Ucraineană – d. 7 mai 2010, Moscova, Rusia) a fost un traducător și filolog rus, considerat drept unul dintre cei mai importanți traducători ruși ai literaturii germane clasice din secolul al XX-lea. Opera sa principală este traducerea tetralogiei Iosif și frații săi a lui Thomas Mann.
În afară de traducerile din Thomas Mann, a mai tradus în limba rusă multe creații literare ale lui Bertolt Brecht, Hermann Hesse, Franz Kafka și Robert Musil, precum și ale lui Elias Canetti, Friedrich Dürrenmatt, Max Frisch, Günter Grass, Adalbert Stifter și basmele lui Wilhelm Hauff.

## Biografie
Apt provenea dintr-o familie evreiască. Înainte de război a locuit la Harkov și a urmat acolo timp de patru ani o școală germană, ai cărei profesori erau germani de pe Volga. După ce școala a fost desființată, el a primit lecții particulare de la un profesor de limbă germană. El și-a început studiile universitare la Facultatea de Filologie a Universității din Harkov. 
În 1929, după inițierea primului plan cincinal al Uniunii Sovietice, fabrica de textile a tatălui său a fost confiscată, iar el a fost arestat. Când tatăl a fost eliberat după trei luni, autoritățile politice l-au trimis în colonia corecțională pentru tinerii delicvenți și fără adăpost F. E. Dzerjinski din Harkov, pentru a construi acolo o unitate de producție. Liderul acestei colonii a fost profesorul Anton Makarenko, pe care scriitorul Maxim Gorki l-a făcut faimos. La începutul celui de-al doilea război mondial, colonia a fost mutată în Siberia. În Tomsk, tatăl lui Apt a fost subordonat conducătorului coloniei și răspundea direct în fața autorităților Ministerului de Interne. Probabil din acest motiv și pentru că avea o vedere slabă, Solomon Apt a fost eliberat din serviciul militar și a lucrat într-un laborator de analiză spectrală. În perioada 1941-1944 a trăit în refugiu la Tomsk.
Atunci când Universitatea de Stat din Moscova (MGU) a reînființat în 1944 un departament de filologie clasică, Solomon Apt s-a înscris la studiile de latină și greacă. A absolvit Facultatea de Filologie a Universității din Moscova în 1947, după care, în 1950, a susținut o teză de disertație despre poetul antic roman Iuvenal, în urma căreia a obținut titlul de candidat în filologie. A primit oferta să rămână în cadrul universității, dar originea sa evreiască l-a împiedicat să urmeze o carieră științifică la Moscova, fiindu-i respinse, de asemenea, încercările de a obține un post la universitățile sovietice de la Minsk până la Vladivostok. A tradus din engleză scrierile lui Charles Darwin pentru directorul Grădinii Botanice din Moscova, care i-a mulțumit personal în prefața ediției.
Timp de doi ani a efectuat traduceri ocazionale până când a obținut în sfârșit un post de profesor de limba latină la Colegiul Pedagogic din Orehovo-Suievo de lângă Moscova. Acolo predau numeroși savanți evrei care nu au primit permisiunea de a se muta la Moscova. Solomon Apt a predat limba latină timp de cinci ani până când i s-a permis să se întoarcă la Moscova în 1956, deoarece prietenii lui i-au cerut să îl traducă pe Aristofan. El a devenit cunoscut din 1956 ca traducător de literatură antică în limba rusă și ca un traducător proeminent din limba germană.
Solomon Apt a tradus în limba rusă tragediile lui Eschil, romanul Iosif și frații săi de Thomas Mann, piesele lui Bertolt Brecht, romanul Jocul cu mărgele de sticlă de Herman Hesse, romanul Omul fără însușiri de Robert Musil. El a fost primul traducător al scrierilor lui Franz Kafka în limba rusă. Timp de șapte ani a lucrat la traducerea tetralogiei Iosif și frații săi de Thomas Mann, aceasta fiind considerată cea mai dificilă și mai importantă lucrare de traducere pe care a realizat-o.
Este autorul cărților Thomas Mann (biografie publicată în seria „Viața oamenilor remarcabili”) și Nad stranițami Tomasa Manna (o carte de eseuri).
A fost membru al Uniunii Scriitorilor Sovietici (1959), membru al comitetului redacțional al revistei Inostrannaya literatura (Literatura străină) și membru în colegiul de redacție al seriei de cărți „Biblioteca de literatură antică”, lansate de editura Hudojestvennaia Literatura (Literatura artistică).
A fost căsătorit cu renumita publicistă și critic literar Ekaterina Vasilievna Starikova, pe care a cunoscut-o în 1944 pe când era student la Moscova. Cei doi au avut un fiu: Aleksandr (n. 1951), doctor în științe biologice și profesor universitar.
Rămășițele sale pământești au fost îngropate în cimitirul Mitinskoe după incinerare.

## Traduceri

### Traduceri din literatura antică
- Teognis
- Eschil
  - Оrestia
    - Agamemnon
    - Hoeforele
    - Eumenidele

  - Cei șapte contra Tebei
  - Rugătoarele
  - Perșii
  - Prometeu încătușat
- Еuripide
- Аristofan
- Меnandru
- Platon

### Traduceri din literatura germană
- Thomas Mann
  - Doctor Faustus (în colaborare cu Natalia Man)
  - Iosif și frații săi
  - Alesul
  - Tristan
  - Mărturisirile escrocului Felix Krull

- Franz Kafka
- Bertolt Brecht
- Lion Feuchtwanger
- Hermann Hesse
- Robert Musil
  - Omul fără însușiri

- Max Frisch
- Elias Canetti etc.

### Critică literară și eseuri
- Thomas Mann, Moscova, seria „Viața oamenilor remarcabili”, 1972
- Nad stranițami Tomasa Manna, Moscova, 1980

### Ediție ale traducerilor
- Bertolt Brecht, „Mutter Courage și copiii ei”, Moscova, 1956
- Bertolt Brecht, „Cercul de cretă caucazian”, Moscova, 1956
- Bertolt Brecht, „Opera de trei parale”, Moscova, 1957
- Eschil, Оrestia, Moscova, 1958
- Lion Feuchtwanger, Vulpile în vie, Moscova, 1959
- Thomas Mann, Doctor Faustus, Moscova, 1960
- Thomas Mann, Iosif și frații săi, Moscova, 1968
- Thomas Mann, Scrisori, Moscova, 1975
- Adalbert Stifter, Vara indiană, Moscova, 1999

## Premii și distincții
- Crucea de onoare „Pentru merite în domeniul artei și științei” (Austria, 2001)
- Premiul Hermann Hesse (RFG, 1982) pentru traducerea operelor lui Hermann Hesse în limba rusă
- Premiul de stat al Austriei pentru traducere literară (1986) pentru traducerea în limba rusă a romanului Omul fără însușiri de Robert Musil
- Premiul fundației „Znamia” (1995)
- Premiul Vasili Jukovski (2000) al Verband der Deutschen Wirtschaft in Russland și al revistei Inostrannaja Literatura pentru cea mai bună traducere a unei lucrări literare sau umaniste din germană în rusă
- Premiul Aleksandr Men (2006)[7] al Akademie der Diözese Rottenburg-Stuttgart și al Allrussischen Bibliothek für Ausländische Literatur din Moscova pentru medierea interculturală dintre Rusia și Europa de Vest
- Doctor honoris causa al Universității din Köln (1989)
- Membru corespondent al Deutsche Akademie für Sprache und Dichtung din Darmstadt (1994)

## Legături externe
- de Solomon Apt în Catalogul Bibliotecii Naționale a Germaniei (Informații despre Solomon Apt • PICA • Căutare pe site-ul Apper)
- Akademie der Diözese Rottenburg-Stuttgart zur Verleihung 2006 Arhivat în 6 martie 2016, la Wayback Machine.